# アンドリア・モホロビチッチ

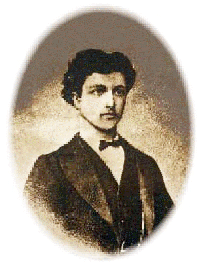
肖像画（1880年）

アンドリア・モホロビチッチ（クロアチア語: Andrija Mohorovičić、1857年1月23日 - 1936年12月18日）は、クロアチアの地震学者、気象学者。
オパティヤ近くのヴォロスコに生まれる。プラハ大学を卒業し、ザグレブ大学教授となった。
1909年にクパ渓谷で発生した地震の走時曲線から、いくつかの波がほかの波より速く伝わっていることを見いだした。この事実をP波の速度が急に変わる不連続面によって説明した。この面は彼の名をとってモホロビチッチ不連続面、または略してモホ面と呼ばれる。地殻とマントルとを区別する重要な面である。
1921年に引退し、1936年にザグレブで生涯を閉じた。
月のクレーター、小惑星(8422)モホロビチッチなどに命名されている。